# تعددية كونية

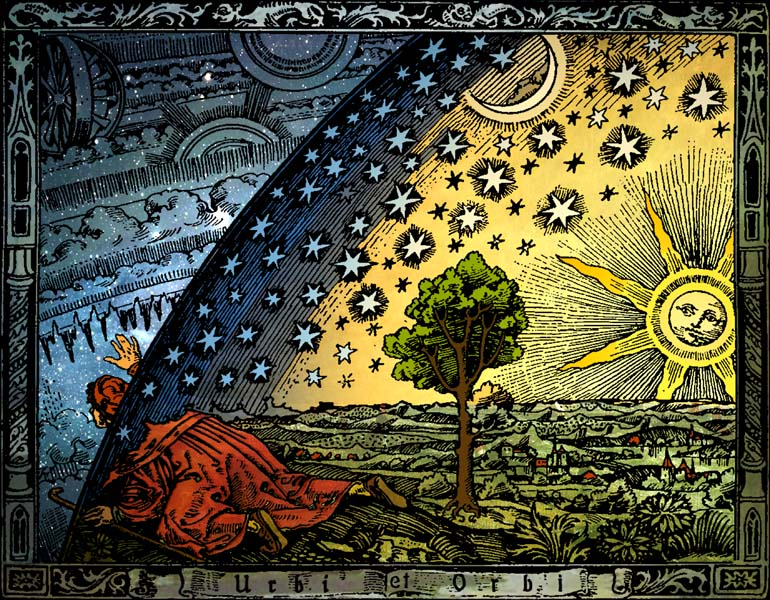

يصف مصطلح التعددية الكونية أو تعدد العوالم الاعتقاد بوجود العديد من العوالم الأخرى التي تضم الحياة خارج الأرض. وقد بدأ الجدل المثار حول التعددية الكونية في وقت مبكر للغاية مع بداية عصر الفيلسوف طاليس (حوالي عام 600 قبل الميلاد)، وقد استمر هذا الجدل، بأشكال مختلفة، حتى العصر الحديث.

## النقاشات اليونانية القديمة
في العصور اليونانية، كان الجدال فلسفيًا إلى حد كبير ولم يكن يتفق مع المفاهيم المعاصرة لعلم الكونيات. وكانت التعددية الكونية نتيجة طبيعية لمفاهيم اللانهائية، وكانت كثرة المزاعم حول وجود عوالم تضم حياة أقرب إلى العوالم المتوازية (سواء بشكل متزامن في الفضاء أو بشكل متكرر بلا حدود في الزمن) من الأنظمة الشمسية المختلفة. وبعد أن فتح طاليس وتلميذه أناكسيماندر الباب أمام العوالم اللانهائية، تم تبني موقف تعددي قوي من خلال خبراء الذرة، خصوصًا ليوكيبوس وديموقريطوس وإبيقور. ورغم أن هؤلاء المفكرين كانوا مفكرين بارزين، إلا أن معارضيهم أفلاطون وأرسطو كان لهما تأثير أكبر. وقد قالا إن الأرض فريدة، وأنه لا يمكن أن تكون هناك أي أنظمة عالمية أخرى. وقد اتفق هذا الموقف بشكل تام مع الأفكار المسيحية فيما بعد وتم كبت فكرة التعددية بشكل تام على مدار ألفية كاملة.

## المفكرون المدرسيون
في النهاية، تعرض نظام أفلاطون/أرسطو للمعارضة، وتم إعادة تأكيد التعددية، في البداية بشكل مؤقت من خلال المدرسيين ثم بشكل أكثر جدية من خلال تابعي كوبرنيكوس. ومع ظهور المقراب، تأكدت فكرة أنه من المنطقي أن توجد عوالم متعددة والقدرة المطلقة الإبداعية للإله، إلا أن المعارضين اللاهوتيين الذين كانوا لا يزالون أقوياء، في نفس الوقت، استمروا في الإصرار على أنه رغم أن الأرض قد أزيحت من مركز الكون، إلا أنها لا تزال مركز التركيز الفريد لما خلقه الرب. وقد كان المفكرون مثل يوهانس كيبلر على استعداد لقبول احتمالية التعددية بدون دعمها بشكل تام.

## فكر القرن الوسطى الإسلامي

### في القرآن
هناك بعض أيات قرآنية تتحدث عن وجود عوالم كثير باستعمل كلمة «العالمين» (جمع للعالم) مثل «قُلْ أَئِنَّكُمْ لَتَكْفُرُونَ بِالَّذِي خَلَقَ الْأَرْضَ فِي يَوْمَيْنِ وَتَجْعَلُونَ لَهُ أَندَادًا ۚ ذَٰلِكَ رَبُّ الْعَالَمِينَ» (فصلت 9) والتي تتحدث عن خلق لا ندري به مثل «وَالْخَيْلَ وَالْبِغَالَ وَالْحَمِيرَ لِتَرْكَبُوهَا وَزِينَةً ۚ وَيَخْلُقُ مَا لَا تَعْلَمُونَ» (النحل 8)

### عند العلماء المسلمين
اعتقد العديد من الفلاسفة المسلمين في الغصور الوسيطة بفكرة تعدد الأكوان. مثلا، رفض فخر الدين الرازي، عند تناوله العلوم الفيزيائية في كتاب «المطالب»، أفكار أرسطو وإبن سينا حول مركزية الأرض وطرح فكرة وجود «الف الف عوالم» فيما بعد عالمنا وأن بعضها أكبر حجما وكتلة مه أن لها صفات عالمنا مستشهدا بالأيات القرانية «الحمد لله رب العالمين» (الفاتحة 2).
. كتب الإمام محمد الباقر (676م - 733م)، الإمام الخامس عند الشيعة، قائلا «لعلك ترى أن الله إنما خلق هذا العالم الواحد، وترى أن الله لم يخلق بشراً غيركم، بلى والله لقد خلق الله ألف ألف عالم، وألف ألف آدم، أنت في آخر تلك العوالم وأولئك الآدميي».
وتم ذكر عوالم متعددة في قصة «البلوقية» من كتاب «ألف ليلة وليلة» حيث وصف عوالم كونية أخرى بعضها أكبر من الأرض ويعيش فيها البشر.
عارض البعض من الفقهاء المسلمين فكرة وجود عوالم متعددة وأشاروا أن الأيات القرأنية تدل على عوالم في كوننا وليس في أكوان أخرى أو متوازية ولذلك لرفضهم فكرة البحث في الخيال أو اللامعلوم إذ أنه نوع من الظن الأثم.

## عصر التنوير
أثناء الثورة العلمية وعصر التنوير التالي لها، أصبحت التعددية الكونية احتمالية سائدة. وقد كان كتاب برنار لو بوفير دي فونتينيل تحت عنوان Entretiens sur la pluralité des mondes (حوار حول تعدد العوالم) الصادر في عام 1686 عملاً مهمًا من الأعمال التي صدرت في تلك الفترة، حيث كان ينظر في أمر التعددية ويصور كون كوبرنيكوس الجديد. كما دعم بعض الفلاسفة مثل جون لوك وعلماء الفلك مثل ويليام هيرشيل وحتى السياسيين، بما في ذلك جون آدامز وبنجامين فرانكلين، فكرة التعددية. ومع تطبيق الشكوكية العلمية ومعايير الصرامة على الأمر، توقف عن أن يكون مسألة فلسفية ودينية صرفة، واقتصر على علم الفلك والبيولوجيا.
وقد كان عالم الفلك الفرنسي كاميل فلاماريون أحد المؤيدين الرئيسيين للتعددية الكونية أثناء النصف الثاني من القرن التاسع عشر. وقد حقق كتابه الأول، La pluralité des mondes habités (1862)، نجاحًا باهرًا على المستوى الشعبي، حيث تم إصدار 33 طبعة منه في أول عشرين عامًا له. وقد كان فلاماريون واحدًا من أوائل البشر الذين وضعوا فكرة أن الكائنات التي تعيش خارج الأرض هي كائنات غريبة حقًا، وليست مجرد أشكال مختلفة من الكائنات الموجودة على الأرض.

## الفكر في العصر الحديث
في أواخر القرن التاسع عشر والقرن العشرين، أصبح مصطلح «التعدد الكوني» قديمًا بشكل كبير، مع تنوع المعارف وتركيز حياة الكائنات الخارجية على الأجساد والملاحظات الخاصة. ومع ذلك، استمر النقاش التاريخي كما لو كان موازيًا لما سبق. ويمكن أن نعتبر كارل ساجان وفرانك دريك، على سبيل المثال، «من مؤيدي التعددية»، في حين أن أنصار فرضية الأرض النادرة من المتشككين المعاصرين.

## كتابات أخرى
- Michael J. Crowe (1999). The Extraterrestrial Life Debate, 1750&amp;ndash;1900. Courier Dover Publications. ISBN:0-486-40675-X.
- Ernst Benz (1978). Kosmische Bruderschaft. Die Pluralität der Welten. Zur Ideengeschichte des Ufo-Glaubens. Aurum Verlag. ISBN:3-591-08061-6. (later titled "Außerirdische Welten. Von Kopernikus zu den Ufos")